# Canal Panda (Espanha)
O Canal Panda Espanha foi um canal de televisão espanhol, dedicado exclusivamente ao público infantojuvenil.

## História
O Canal Panda foi o primeiro canal de televisão ibérico dedicado exclusivamente ao público infantojuvenil.
A sua emissão diária originalmente era de 20 horas, sem interrupções, e com uma grande diversidade de programas como desenhos animados, séries de imagem real, filmes infantis e programas especiais sobre desporto, música e cultura. Desde o ano de 2012, a sua emissão diária passou para 24 horas.
Foi fundado em 1996 com o nome de Panda Club, e um ano mais tarde passou a chamar-se oficialmente Canal Panda.
Inicialmente era também distribuído na Espanha, mas com a saturação do mercado Espanhol, o Canal Panda Espanha saiu do ar no início de 2001, deixando apenas a sua equivalente Portuguesa. Dez anos depois, no dia 1 de Abril de 2011, o Canal Panda retomou as suas transmissões em Espanha, mas com uma imagem ligeiramente diferente do grafismo do canal Português.
No dia 6 de julho de 2015, ambos os canais foram remodelados, adoptado uma nova e única imagem, e também um novo logótipo, mais arredondado.
Em 2 de julho de 2019, a Vodafone TV adicionou à sua oferta a emissão do canal em HD.
Em 1 de junho de 2021, o canal abriu um espaço ou bloco para o público juvenil às 20h (hora de Espanha) chamado Panda Kids, que emite séries live-action, concursos e reality shows.
E em 15 de dezembro de 2022, o canal terminou as suas emissões em Espanha pela segunda vez, sendo substituído pelo canal Enfamilia, passando assim a ser um bloco matinal desse mesmo canal, chamado Panda Enfamilia.

## Antecedentes
O canal foi fundado em 1996 sob o nome de Panda Club e inicialmente também era emitido em Macau. Um ano mais tarde, o canal mudou o seu nome para Canal Panda.
Mas entre 2001 e 2011, o canal foi produzido exclusivamente para o mercado português.
Em Espanha, Canal Panda desapareceu da plataforma Via Digital no dia 1 de janeiro de 2001 para ser substituído por um canal semelhante o Canal Megatrix que é o resultado de um acordo de distribuição com a Antena 3 TV; Por sua vez, Canal Megatrix também encerrou portas em 2004 ao mesmo tempo com a fusão do Canal Satélite Digital e a Via Digital.
Em 2011, a Chello Multicanal decidiu recuperar a marca na Espanha a não concordar com o projeto de lei de canal KidsCo, que distribuiu após a compra da produção Teuve. A 1 de abril de 2011, o rejuvenescido Canal Panda Espanha é adicionado às plataformas Movistar+ e Vodafone TV como também algumas empresas de cabo local em todo o País. Enquanto isso, o canal KidsCo continuou presente no mercado espanhol em algumas operadoras de cabo e IPTV até que encerrou portas em janeiro de 2014.